# Шуми Марица
„Шуми Марица“ е национален химн на България от 1886 до 1947 г. Първоначалният текст на песента е написан от Никола Живков, главен учител във Велес, Тулча, Свищов и др. по време на Възраждането. След много варианти остава последната редакция на Иван Вазов от 1912 г.
В средата на 19 век в гр. Шумен оркестърът на унгарския емигрант Михай Шафран популяризира немската песен „Wenn die Soldaten durch die Stadt marschieren“ („Когато войниците маршируват през града“). Мелодията се харесала на котленския учител Атанас П. Гранитски (1820 – 1874), който учителствал в Шумен от 1859 до 1862 г. Той пригодил към нея думите на стихотворението „Слънце-зорница“, написано от Стефан Изворски през 1849 г., и така се появява песента, която се счита за междинно звено между немския марш „Wenn die Soldaten“ и „Шуми Марица“.

## Историко-текстови контекст
Текстът и мелодията на химна са типични за военен марш. Въпреки това, те са общоприети за национален химн в контекста на реакцията на българския народ срещу решенията на Берлинския конгрес. Те по никакъв начин не се свързват с монархията или държавното устройство на страната, но въпреки това след деветосептемврийския преврат от 1944 г. са заклеймени като монархофашистки и реакционни от новата народна власт на Отечествения фронт и съответно „Шуми Марица“ е заменен с нов химн.

## История
През далечната 1839 г. във Вроцлав (Полша) Alexander Cosmar (1805 – 1842) създава фарса „Пиратите“. По-късно този факт ще бъде определен като показателен за славянските влияния в новосъздаващата се българска музика (след Освобождението).
Заимстваната от нея песен в Германия се нарича „Wenn die Soldaten durch die Stadt marschieren“ („Когато войниците маршируват през града“) и е с развлекателен характер, но звучи като марш. За това свидетелства репертоарът от 1912 г. на кабаретната певица Claire Waldoff. В Германия песента се налага като военен химн, ползван и през двете Световни войни.
Преди Освобождението, в гр. Шумен, в средата на XIX в., се подвизавал оркестърът на унгарския емигрант Шафрани. Една от най-популярните песни, които изпълнявал, била немската „Wenn die Soldaten durch die Stadt marschiern“. Мелодията се харесала и на котленския учител Атанас П. Гранитски (1820 – 1874), който учителствал в Шумен от 1859 до 1862 г. Той пригодил към нея думите на стихотворението „Слънце-зорница“, написано от Стефан Изворски още през 1849 г., и така се появява песента, която се счита за междинно звено между немския марш „Wenn die Soldaten“ и „Шуми Марица“.
Първоначалният текст на „Шуми Марица“ е написан от Никола Живков. Като участник в Сръбско-турската война през 1876 година, в момент на патриотичен ентусиазъм написва първия текст на песента „Шуми Марица“. Последна редакция върху него е извършена от Иван Вазов (1912 г.).
Така през 1886 г. военният български химн „Шуми Марица“, водил войската ни в героични победи, бива приет за национален химн. Споменатият в текста руски генерал Михаил Черняев е командващият доброволческата бригада, в която участва Никола Живков, създателят на текста-призив за борба срещу поробителите.
„Шуми Марица“ е национален химн на България от 1886 г. до 1944 г. След 1947 г. песента се смята за „фашистка“ и не се изпълнява до 1989 г.

## Текст

### Шуми Марица
Шуми Марица окървавена,

плаче вдовица люто ранена!

Шуми Марица окървавена,

плаче вдовица люто ранена!

Припев:

Напред!

Марш, марш, с генерала наш!

В бой да летим, враг да победим!

Напред!

Марш, марш, с генерала наш!

В бой да летим, враг да победим!

Български чеда, цял свят ни гледа.

Хай към победа славна да вървим!

Български чеда, цял свят ни гледа.

Хай към победа славна да вървим!

Припев.

Левът балкански в бой великански

с орди душмански води ни крилат!

Левът балкански в бой великански

с орди душмански води ни крилат!

Припев.

Млади и знойни, в вихрите бойни.

Ний сме достойни лаври да берем!

Млади и знойни, в вихрите бойни.

Ний сме достойни лаври да берем!

Припев.

Ний сме народа, за чест и свобода,

за мила рода който знай да мре!

Ний сме народа, за чест и свобода,

за мила рода който знай да мре!

Припев.

### Черняев марш
1. Шуми Марица Окървавена,

Плаче вдовица Люто ранена. –

Припев.

Марш, марш, С генерала наш,

Раз, два, три. Марш, войници!

2. Напред да ходим, Войници мили,

Тимок да бродим. С всички сили. –

Припев.

3. Юнака донски Нам е водител,

С пряпорец левски Вожд победител. –

Припев.

4. Вижте, деспоти, Генерала наш,

Чуйте, запейте Черняева марш –

Припев.

5. Войници храбри След него летят,

Порят въздуха И громко викат –

Припев.

6. С кървав остър меч, Генерал напред

Възглася на сеч! Гръм, огън на вред –

Припев.

7. Тръба низ гора Зазвъни напред!

Хей, ура, ура! Ура на напред!

Припев.